# Lindanserska
Lindanserska (franska: La danseuse de corde) är en målning från 1899 av den franske konstnären Henri de Toulouse-Lautrec. Målningen tillhör Nationalmuseum i Stockholm sedan 1968.